# ویکتور روتلین
ویکتور روتلین (انگلیسی: Viktor Röthlin؛ زادهٔ ۱۴ اکتبر ۱۹۷۴) دونده ماراتن اهل سوئیس بود.
وی در مسابقات کشوری و بین‌المللی در مجموع برندهٔ ۱ مدال طلا، ۱ مدال نقره، ۱ مدال برنز شده‌است.